# Sesbania campylocarpa
Sesbania campylocarpa là một loài thực vật có hoa trong họ Đậu. Loài này được (Domin) N.T.Burb. miêu tả khoa học đầu tiên.